# Elżbieta Skalińska-Dindorf
Elżbieta Skalińska-Dindorf (ur. 17 lipca 1925 we Lwowie, zm. 16 grudnia 2011 w Oświęcimiu) – polska archiwistka, historyk,  honorowy obywatel Oświęcimia.

## Życiorys
Była uczennicą Publicznej Szkoły Powszechnej Żeńskiej im. Klementyny Hoffmanowej w Stanisławowie, a następnie Publicznej Szkoły Powszechnej Kolejowej im. Marszałka Józefa Piłsudskiego we Lwowie, ukończonej w 1938. w Prywatnym Gimnazjum Żeńskim Zgromadzenia Najświętszego Serca Jezusowego „Sacré Coeur” we Lwowie. Egzamin dojrzałości złożyła po zakończeniu wojny, w 1947 w Państwowym Koedukacyjnym Liceum i Gimnazjum Ogólnokształcącym dla Dorosłych w Gliwicach. Studia historyczne odbywała na Uniwersytecie Wrocławskim, Uniwersytecie Mikołaja Kopernika w Toruniu i następnie na Uniwersytecie Poznańskim, gdzie uzyskała stopień magistra w 1954. Jej praca dyplomowa nosiła tytuł Powstanie styczniowe w historiografii polskiej w latach 1864–1914.
Po ukończeniu studiów rozpoczęła pracę w Wojewódzkim Archiwum Państwowym w Katowicach (Stalinogrodzie) – Oddział w Gliwicach. W 1959 została kierowniczką nowo powstałego Powiatowego Archiwum Państwowego w Oświęcimiu. W ciągu trwającej 35 lat pracy w oświęcimskim archiwum zajmowała się działalnością naukową i popularyzatorską, publikując efekty swoich badań m.in. w „Głosie Ziemi Oświęcimskiej” czy „Kalendarzu Beskidzkim”. Łącznie jest autorką ponad 100 artykułów naukowych oraz popularnych. W latach 90. spisała kilkutomową, wznawianą Kronikę Oświęcimia. 
Przez kilkanaście lat sprawowała funkcję przewodniczącej Komisji Historycznej Towarzystwa Miłośników Ziemi Oświęcimskiej. Uczestniczyła w pracach Rady Programowej Oświęcimskiego Centrum Kultury. Była członkiem komitetu redakcyjnego „Głosu Ziemi Oświęcimskiej”. Jako konsultant merytoryczny wspierała działania Urzędu Miasta mające na celu opracowanie projektu m.in. flagi i hejnału Oświęcimia. Była organizatorką Zbiorów Historyczno-Etnograficznych Ziemi Oświęcimskiej.
W 1995 nadano jej tytuł Honorowego Obywatela Miasta Oświęcimia. Zmarła w 2011. Została pochowana na cmentarzu parafii pw. Wniebowzięcia Najświętszej Marii Panny.

## Odznaczenia
- Odznaka "Zasłużony Działacz Kultury" (1973)
- Srebrny Krzyż Zasługi (1979)
- Medal 40-lecia Polski Ludowej (1984)
- Krzyż Kawalerski Orderu Odrodzenia Polski (1990)[5]